# إنتاج

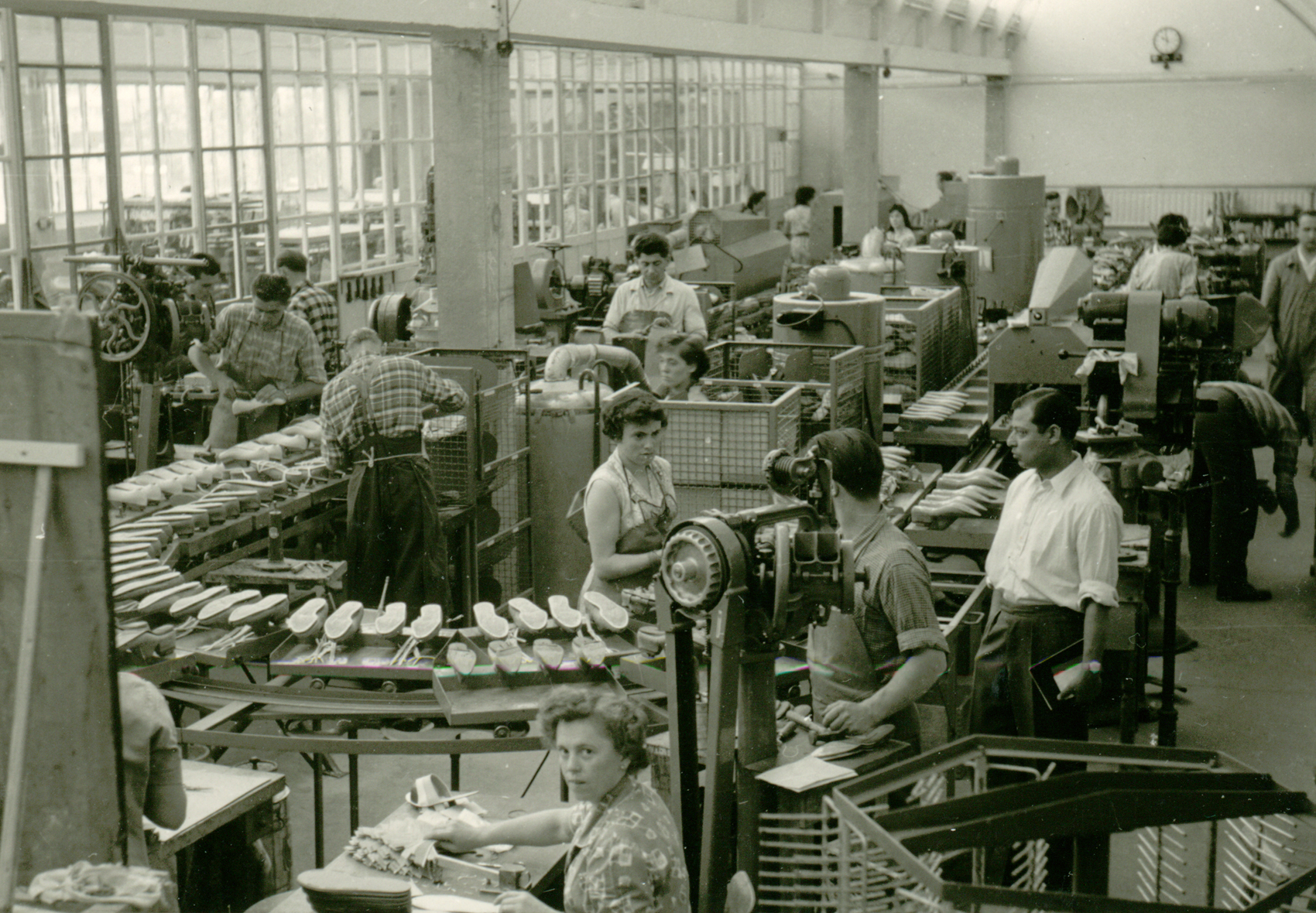

الإنتاج (بالإنجليزية: Production) أو الناتج المادي، هو عملية الجمع بين مختلف المدخلات المادية وغير المادية (الخطط والخبرة) من أجل صنع شيء ما للاستهلاك (ناتج). هو الفعل الذي يؤدي إلى إنشاء سلعة أو خدمة لها قيمة وتساهم في منفعة الأفراد. يُشار إلى المجال الاقتصادي الذي يركّز على الإنتاج بما يدعى نظرية الإنتاج، والتي تشبه في كثير من النواحي نظرية الاستهلاك (أو المستهلك) في الاقتصاد.
ينشأ الرفاه الاقتصادي في عملية الإنتاج، أي جميع الأنشطة الاقتصادية التي تهدف بشكل مباشر أو غير مباشر إلى تلبية متطلبات الإنسان وحاجاته. تُقبل درجة تلبية الاحتياجات كمقياس للرفاه الاقتصادي غالباً. في الإنتاج هناك ميزتان (خاصيتان) تفسران زيادة الرفاه الاقتصادي. فهما تعملان على تحسين نسبة الجودة إلى السعر بالنسبة للسلع والخدمات وزيادة الدخول الناتجة عن إنتاج الأسواق المتزايد والأكثر كفاءة.
أهم نماذج الإنتاج هي:
- إنتاج السوق
- الإنتاج العام
- الإنتاج المنزلي (الأُسري)

من أجل فهم أصل الرفاه الاقتصادي، يجب أن تُفهم عمليات الإنتاج الثلاثة هذه. كلهم ينتجون سلعاً ذات قيمة وتسهم في رفاهية الأفراد.
ينبع الرضا عن الحاجات (الإشباع) من استخدام السلع المنتجة. يرتفع الرضا عن الحاجة عندما تتحسن نسبة جودة السلع إلى السعر ويتحقق رضا أكبر بتكلفة أقل. يعد تحسين نسبة جودة السلع الاساسية إلى أسعارها بالنسبة للمنتِج طريقة أساسية لتحسين القدرة التنافسية للمنتجات، لكن لا يمكن قياس هذا النوع من المكاسب الموزعة على العملاء (الزبائن) ببيانات الإنتاج. إن تحسين القدرة التنافسية للمنتجات يعني في كثير من الأحيان بالنسبة للمنتِج خفض أسعار المنتجات وبالتالي خسائر في العائدات التي تُعوَّض بنمو حجم المبيعات.
يزداد الرفاه الاقتصادي أيضاً تبعاً لنمو الدخل المكتسب من إنتاج الأسواق المتزايد والأكثر كفاءة. إنتاج السوق هو نموذج الإنتاج الوحيد الذي ينشئ ويوزع الدخل على أصحاب المصالح. يُموَّل الإنتاج العام والإنتاج المنزلي من خلال الدخل المتولد عن إنتاج السوق. بالتالي إن إنتاج السوق يكون ذو دور مزدوج في خلق الرفاه، أي دوره في إنتاج السلع والخدمات ودوره في توليد الدخل. بسبب هذا الدور المزدوج، فإن إنتاج السوق هو «المحرك الأساسي» للرفاه الاقتصادي.

## كمصدر للرفاه الاقتصادي
من ناحية المبدأ، هناك نشاطان رئيسيان في الاقتصاد، الإنتاج والاستهلاك. وبالمثل، هناك نوعان من الجهات ذات الدور، المنتجين والمستهلكين. يُحقَّق الرفاه من خلال الإنتاج الفعال والتفاعل بين المنتجين والمستهلكين. في هذا التفاعل، يمكن معرفة المستهلكين في دورين كلاهما يولد الرفاه. يمكن للمستهلكين أن يكونوا عملاء (زبائن) للمنتجين وموردين لهم في نفس الوقت. ينتج رفاه العملاء (الزبائن) من شرائهم للسلع بينما يرتبط رفاه الموردين بالدخل الذي يتلقونه كتعويض عن مدخلات الإنتاج التي قدموها للمنتجين.

### أصحاب المصالح في الإنتاج
هم الأشخاص أو الجماعات أو المنظمات التي لها مصلحة في شركة مُنتجة. إن الرفاه الاقتصادي يأتي من الإنتاج الفعال ويُوزَّع من خلال التفاعل بين أصحاب المصالح في الشركة. أصحاب المصالح في الشركات هم الجهات الفاعلة اقتصادياً الذين لهم مصلحة اقتصادية في شركة ما. استناداً إلى أوجه التشابه في اهتماماتهم، يمكن تصنيف أصحاب المصالح إلى ثلاث مجموعات من أجل التمييز بين مصالحهم وعلاقاتهم المتبادلة. المجموعات الثلاث هي كما يلي:
- العملاء (الزبائن).
- الموردون.
- المنتجون.

ويرد أدناه شرح موجز لاهتمامات أصحاب المصالح هؤلاء وعلاقاتهم بالشركات. هدفنا هو وضع إطار لإجراء المزيد من التحليل.
العملاء (الزبائن)
عادةً ما يكون عملاء (زبائن) أي شركة مستهلكين أو منتجين آخرين في السوق أو منتجين في القطاع العام. كل واحد منهم لديه وظائف إنتاج فردية. بسبب المنافسة، تميل نسب جودة السلع إلى أسعارها إلى التحسن وهذا يجلب فوائد إنتاجية أفضل للعملاء (للزبائن). يحصل العملاء (الزبائن) على المزيد من السلع مقابل تكاليف أقل. في الأسر والقطاع العام، هذا يعني أن المزيد من الرضا عن الحاجة يتحقق بتكلفة أقل. لهذا السبب يمكن أن تزيد إنتاجية العملاء (الزبائن) بمرور الزمن على الرغم من أن دخلهم لم يتغير.
الموردين
يكون موردو الشركات عادةً منتجين للمواد، الطاقة، رأس المال والخدمات. لكل منهم وظائفه الإنتاجية الفردية. تؤثر التغييرات في أسعار أو خصائص السلع المُقدّمة على الوظائف الإنتاجية لكل من الجهات الفاعلة (الشركة والموردين). نستنتج أن وظائف الإنتاج للشركة ومورديها تكون في حالة تغيير مستمر.
مجتمع المنتجين
يُولَّد الدخل للمشاركين في الإنتاج، أي القوى العاملة والمجتمع والمُلّاك. يُشار إلى أصحاب المصالح هؤلاء بوصفهم المجتمعات المُنتجة أو المُنتجين بشكل أبسط. لدى مجتمعات المنتجين مصلحة مشتركة في تعظيم دخلهم. تحصل هذه الأطراف التي تساهم في الإنتاج على دخل متزايد من الإنتاج المتنامي والمتطور.
تنبع الرفاهية المكتسبة من السلع من علاقات جودة السلع بأسعارها. بسبب المنافسة والتنمية في السوق، تتحسن علاقات جودة السلع بالأسعار مع مرور الوقت. ترتفع جودة السلعة وينخفض السعر بمرور الوقت. هذا التطور يؤثر بشكل إيجابي على وظائف الإنتاج للعملاء (الزبائن). يحصل العملاء (الزبائن) المستهلكون على مزيد من الرضا بتكاليف أقل. ليس بالإمكان حساب هذا النوع من توليد الرفاه إلا جزئياً من خلال بيانات الإنتاج. يحصل مجتمع المنتجين (القوى العاملة، المجتمع والمُلّاك) على الدخل كتعويض عن المدخلات التي قدموها للإنتاج. عندما ينمو الإنتاج ويصبح أكثر كفاءة، يميل الدخل إلى الزيادة. في النتيجة، يؤدي هذا إلى زيادة القدرة على دفع الرواتب والضرائب والأرباح. نمو الإنتاج وتحسّن الإنتاجية يولّد دخل إضافي للمجتمع المُنتج. وبالمثل، فإن مستوى الدخل المرتفع الذي تحقق في المجتمع ناتج عن ارتفاع حجم الإنتاج وأدائه الجيد. هذا النوع من توليد الرفاه -كما ذكر سابقاً- يمكن حسابه بشكل موثوق من خلال بيانات الإنتاج.

### العمليات الرئيسية للشركات المنتجة
يمكن تقسيم عمل الشركة المنتجة إلى عمليات فرعية بطرق مختلفة؛ ومع ذلك، حُددت العمليات الخمس التالية بوصفها عمليات رئيسية، ولكل منها منطق وأهداف ونظرية ورموز رئيسية خاصة بها. من المهم دراسة كل منها على حدة، كجزء من الكلّ، من أجل القدرة على قياسها وفهمها. فيما يلي العمليات الرئيسية للشركة:
- العملية الحقيقية.
- عملية توزيع الدخل.
- عملية الإنتاج.
- العملية النقدية.
- عملية القيمة السوقية.

يجري العمل على مخرجات الإنتاج في العملية الحقيقية، وتوزّع مكاسب الإنتاج في عملية توزيع الدخل وتشكل هاتان العمليتان عملية الإنتاج. تحدث عملية الإنتاج وعملياتها الفرعية، والعملية الحقيقية وعملية توزيع الدخل في وقت واحد، ووحدها عملية الإنتاج هي التي يمكن تحديدها وقياسها من خلال الممارسات المحاسبية التقليدية. يمكن تحديد وقياس العملية الحقيقية وعملية توزيع الدخل عن طريق حسابات إضافية، ولهذا السبب يجب تحليلها بشكل منفصل لفهم منطق الإنتاج وأدائه.
تولّد العملية الحقيقية مخرجات الإنتاج من معالجة المدخلات، ويمكن وصفها بما يسمى تابع الإنتاج. تشير هذا التابع إلى سلسلة من الأحداث في الإنتاج تُدمج مدخلات الإنتاج من نوعية وكمية مختلفة فيها لتصبح منتجات ذات نوعية وكمية مختلفة. يمكن أن تكون المنتجات سلعاً مادية وخدمات غير مادية وغالباً ما تكون على شكل مزيج من الاثنين معاً. تتضمن الخصائص التي وُضعت في المُنتَج من قبل المُنتِج قيمة فائضة للمستهلك، وعلى أساس سعر السوق، تُشارَك هذه القيمة بين المستهلك والمنتج. هذه هي الآلية التي ينشأ من خلالها فائض القيمة للمستهلك والمنتِج. لا يمكن قياس فائض القيمة للعملاء من أي بيانات إنتاج. بدلاً من ذلك، يمكن قياس فائض القيمة للمُنتِج. يمكن التعبير عنها من ناحية القيم الاسمية والحقيقية. فائض القيمة الحقيقية للمنتِج هي نتيجة للعملية الحقيقية، والدخل الحقيقي، والمقاس بالتناسب يعني الإنتاجية.
وأدخل مفهوم «العملية الحقيقية» بالمعنى الكمي إلى عملية الإنتاج في المحاسبة الإدارية الفنلندية في الستينيات. ومنذ ذلك الحين، كان ذلك حجر الزاوية في نظرية المحاسبة الإدارية الفنلندية.
تشير عملية توزيع دخل الإنتاج إلى سلسلة من الأحداث التي يتغير فيها سعر المنتجات والمدخلات عالية الجودة ما يؤدي إلى حدوث تغيير في توزيع الدخل بين المشاركين في هذا التبادل. يتناسب حجم التغير في توزيع الدخل بشكل مباشر مع التغيّر في أسعار المخرجات والمدخلات وكمياتها. تُوزّع مكاسب الإنتاجية، على سبيل المثال، على العملاء (الزبائن) من خلال تخفيض أسعار مبيع المُنتَج أو للموظفين بزيادة رواتبهم.
تتألف عملية الإنتاج من العملية الحقيقية وعملية توزيع الدخل. تكون نتيجة الأعمال ومعيار نجاح المالك هو الربحية. ربحية الإنتاج هي حصة العملية الحقيقية التي يتمكن المالك من الاحتفاظ بها في عملية توزيع الدخل. العوامل التي تصف عملية الإنتاج هي مكونات الربحية، أي العوائد والتكاليف. وهي تختلف عن عوامل العملية الحقيقية من ناحية أن عناصر تكوين الربحية تُقدّم بأسعار رمزية بينما في العملية الحقيقية تكون العوامل بأسعار ثابتة بشكل دوري.
تشير العملية النقدية إلى الأحداث المتعلقة بتمويل الأعمال. بينما تشير عملية القيمة السوقية إلى سلسلة من الأحداث يحدد فيها المستثمرون القيمة السوقية للشركة في أسواق الاستثمار.